# Одра (приток)
Одра (на хърватски: Odra) е река в Хърватия, ляв приток на Купа.

## Общи сведения
Река Одра извира от планината Жумберак на югозапад от Загреб. Отначало тече на изток, след това завива на югоизток паралелно на река Сава. Дължината ѝ е 83 км, а басейнът ѝ заема площ от 604 км². Протича на териториите на Загребска и Сисашко-мославска жупания. Влива се при град Сисак в река Купа на пет километра преди самата Купа да се влее на свой ред в река Сава.